# Brent Spiner

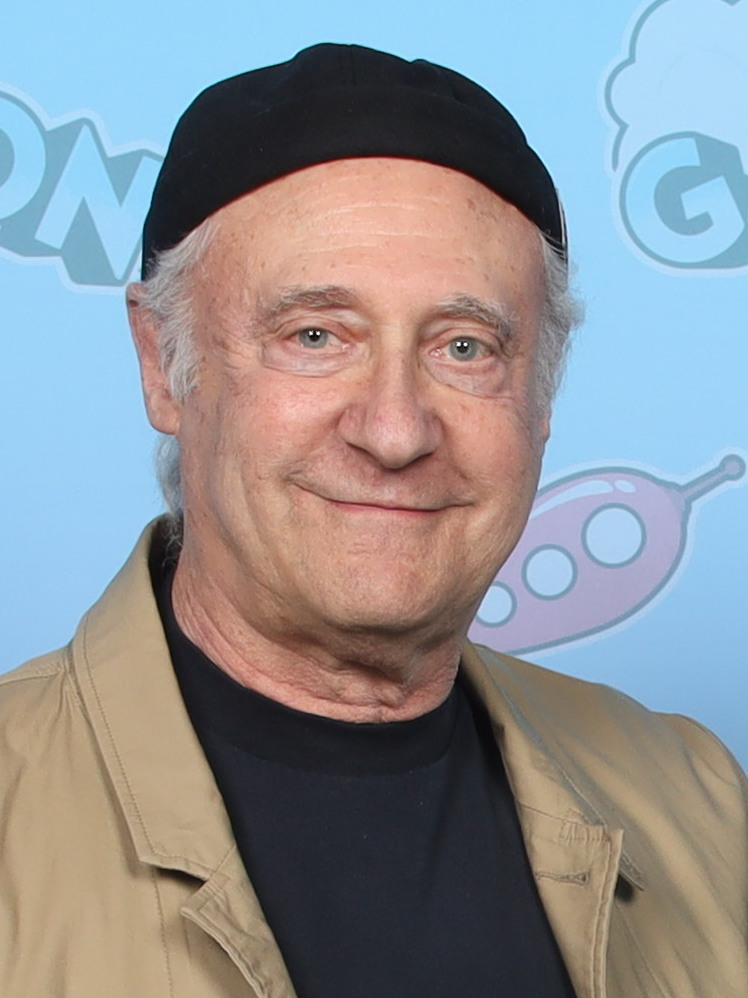
Brent Spiner (2024)

Brent Jay Spiner (* 2. Februar 1949 in Houston, Texas) ist ein US-amerikanischer Schauspieler und Sänger. Seine bekannteste Rolle ist die des Androiden Data in der Science-Fiction-Serie Raumschiff Enterprise – Das nächste Jahrhundert.

## Leben und Karriere
Brent Spiner lebte nach dem Tod seines Vaters Jack Spiner im Jahr 1949 zuerst mit seiner Mutter, die das Möbelgeschäft des Vaters weiterführte, und seinem älteren Bruder allein. Dann lernte seine Mutter einige Jahre später Sol Mintz kennen. Spiner wurde von dem zweiten Ehemann seiner Mutter Sylvia adoptiert und benutzte in der Zeit von 1955 bis 1975 dessen Nachnamen. Im Nachhinein beschrieb er die erste Zeit mit dem neuen Ehemann seiner Mutter als äußerst unglücklich für sich und seinen Bruder, weshalb er auch den Nachnamen seines biologischen Vaters wieder annahm.
Spiner besuchte die Bellaire High School in Bellaire, wo er von Schauspiellehrer Cecil Pickett beeinflusst wurde. Dieser hat unter anderem auch Cindy Pickett, Randy Quaid, Dennis Quaid, Trey Wilson, Robert Wuhl und Thomas Schlamme ausgebildet. Spiner begann seine Karriere als Theaterschauspieler in Houston.
Als junger Mann zog er nach New York und nahm dort Schauspielunterricht in der bekannten Lee Strasberg-Acting School. Um seinen Lebensunterhalt zu finanzieren, fuhr er Taxi.
Ende der 1970er Jahre wirkte er in New York City in diversen Musicals mit (unter anderem in Sunday in the Park with George). Während dieser Zeit hatte er auch eine kleine Rolle im Woody-Allen-Film Stardust Memories. 1984 zog er nach Los Angeles, wo er in mehreren Fernsehfilmen und Serien auftrat, unter anderem in einer Episode der Twilight Zone, und in Harrys wundersames Strafgericht, als Hinterwäldler/Redneck Bob Wheeler. Von 1987 bis 1994 verkörperte er in der erfolgreichen Star-Trek-Serie Das nächste Jahrhundert den Androiden Data. Hinter dessen bisweilen naiv erscheinendem Bemühen, menschlich zu sein, verbirgt sich ein Individuum mit großen geistigen und ethischen Qualitäten. Im Verlauf der Serie verkörperte er auch mehrfach Datas „bösen Bruder“ Lore sowie deren greisen Erschaffer Dr. Noonien Soong. Hinzu kommt die Rolle des Data-Prototypen B-4 im Kinofilm Star Trek: Nemesis (2002). In der 2004 produzierten Nachfolgeserie Star Trek: Enterprise verkörperte er während drei Episoden den Charakter des Dr. Arik Soong, eines Vorfahren von Noonien Soong.
Nach seinem Erfolg bei Raumschiff Enterprise – Das nächste Jahrhundert erhielt Spiner mehrere Filmrollen, unter anderem in Independence Day und Aviator. Im Jahr 1991 nahm er die CD Ol’ Yellow Eyes Is Back auf, auf der er Titel verschiedener Künstler aus den 1930er und 1940er Jahren singt. Weiterhin hatte er Gastauftritte in mehreren Serien, darunter Criminal Intent – Verbrechen im Visier, Friends, Deadly Games, Verrückt nach Dir, Star Trek: Enterprise, Frasier, Joey und Outer Limits. 2000 spielte er in dem Film Ey Mann, wo is’ mein Auto? einen leicht verrückten Straußenzüchter. 2005 spielte er in der Science-Fiction-Serie Nemesis – Der Angriff mit, die bereits nach einer Staffel abgesetzt wurde. Er hatte außerdem 2011 einen Gastauftritt bei The Big Bang Theory, bei dem er sich zusammen mit Wil Wheaton selbst spielte. Weiterhin war er in mehreren Theaterstücken zu sehen, wie zum Beispiel in Man Of La Mancha, wo er Miguel de Cervantes/Don Quixote spielte. Ab 2011 war Spiner in Fresh Hell zu sehen, einer Webserie auf YouTube, in der er sich selbst nach einem Skandal spielt, der ihn Job und Familie gekostet hat. 2015 war er an der Seite seines früheren Star-Trek-Kollegen Patrick Stewart in einigen Episoden der Sitcom Blunt Talk zu sehen.
Spiner wird in den deutschen Synchronisationen meist von Michael Pan gesprochen. Die deutsche Synchronisation bei Warehouse 13 übernahm Lutz Schnell, da Michael Pan bereits für einen anderen Darsteller vergeben war.
2020 spielte Brent Spiner in der ersten Folge der neuen Serie Star Trek: Picard erneut den inzwischen auch äußerlich gealterten Charakter des Lt. Cmd. Data. Data, der im Kinofilm Star Trek: Nemesis bei der Rettung der U.S.S. Enterprise sein Leben opferte, tritt in der neuen Serie als Traumgestalt von Admiral Picard (Patrick Stewart) in Erscheinung. In späteren Folgen spielt Spiner den Wissenschaftler Dr. Altan Inigo Soong, den Sohn von Noonien Soong. In der letzten Folge der ersten Staffel verkörpert Spiner sowohl Dr. A. I. Soong als auch Data. In der zweiten Staffel spielt er den 2024 lebenden Vorfahren Dr. Adam Soong. während er in der dritten Staffel wiederum den originalen Data-Charakter verkörpert, der phasenweise aber auch von seinem bösen Alter Ego Lore übernommen wird.

## Privates
Spiner lebt zusammen mit seiner Managerin und Lebensgefährtin Loree McBride und seinem Sohn in Los Angeles. Sein Privatleben schirmt er weitgehend von der Öffentlichkeit ab. In einem Interview 2011 sprach er von McBride als seiner „Ehefrau“. Er bezeichnet sich selbst als Vegetarier.
In einem Interview mit Katee Sackhoff erklärte Spiner, wie er und seine Familie durch die Waldbrände in Südkalifornien im Januar 2025 aus deren Miethaus evakuiert werden musste. Dabei konnte er nur seinen Ausweis und eine Tasche mit einer Handvoll Kleidung mitnehmen. Das Haus wurde anschließend völlig zerstört. Neben den schmerzhaften Verlusten aller persönlichen Dinge sei er sehr dankbar, dass er sich durch seine finanziellen Möglichkeiten und eine Versicherung erneut ein Haus in Malibu zur Miete einrichten konnte.

## Filmografie (Auswahl)
- 1980: Stardust Memories

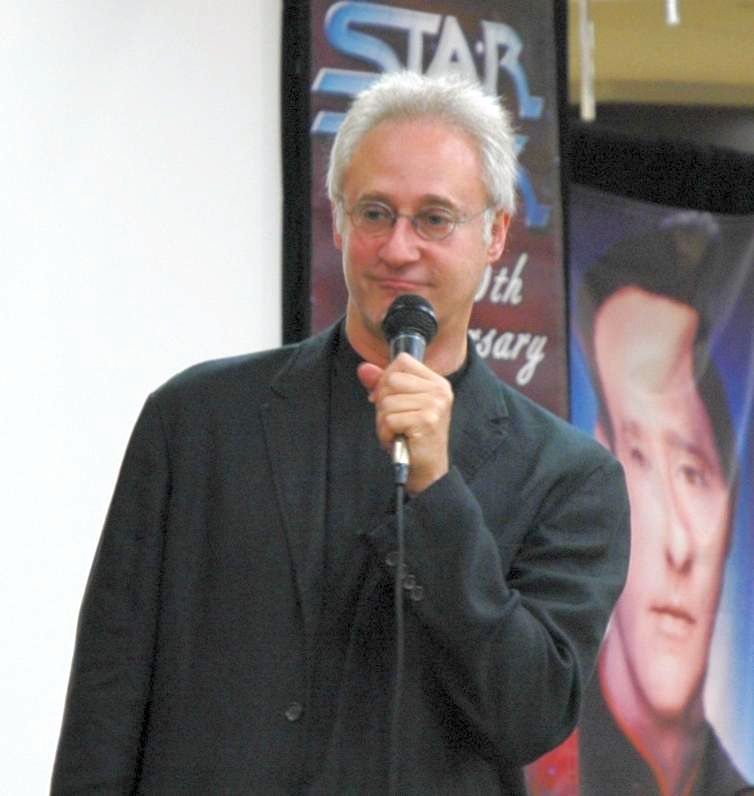
Brent Spiner (2005)

- 1985–1987: Harrys wundersames Strafgericht (Night Court, Fernsehserie, 6 Folgen)
- 1987: Cheers (Fernsehserie, Folge Der Unglücksrabe Teil 2)
- 1987–1994: Raumschiff Enterprise – Das nächste Jahrhundert (Star Trek: The Next Generation, Fernsehserie)
- 1994: Star Trek: Treffen der Generationen (Star Trek Generations)
- 1996: Outer Limits – Die unbekannte Dimension (The Outer Limits, Fernsehserie, eine Folge)
- 1996: Independence Day
- 1996: Phenomenon – Das Unmögliche wird wahr (Phenomenon)
- 1996: Star Trek: Der erste Kontakt (Star Trek: First Contact)
- 1997: Tango gefällig? (Out to Sea)
- 1998: Star Trek: Der Aufstand (Star Trek: Insurrection)
- 1999: Rising Star (Introducing Dorothy Dandridge)
- 2000: Ey Mann, wo is’ mein Auto? (Dude, Where’s My Car?)
- 2000: Geppetto, der Spielzeugmacher (Geppetto)
- 2001: Ich bin Sam (I am Sam)
- 2002: Star Trek: Nemesis (Star Trek Nemesis)
- 2002: Meister der Verwandlung (The Master of Disguise)
- 2003–2004: Frasier (Fernsehserie, Folgen 10x13–10x14)
- 2004: Criminal Intent – Verbrechen im Visier (Law & Order: Criminal Intent, Fernsehserie, Folge 3x15)
- 2004: Joey (Fernsehserie)
- 2004: Aviator (The Aviator)
- 2005: Star Trek: Enterprise (Fernsehserie, Folgen 4x04–4x06)
- 2005: Nemesis – Der Angriff (Threshold, Fernsehserie)
- 2006: Material Girls
- 2008: Superhero Movie
- 2009: Quantum Quest: A Cassini Space Odyssey (Stimme)
- 2010: Leverage (Fernsehserie, Folge The Juror #6 Job)
- 2011: Alphas (Fernsehserie, Folge Blind Spot)
- 2011: Fresh Hell (Webserie auf YouTube)
- 2011: The Big Bang Theory (Fernsehserie, Folge 5x05)
- 2012: Warehouse 13 (Fernsehserie, 6 Folgen)
- 2014: Ray Donovan (Fernsehserie, 3 Folgen)
- 2015–2016: Blunt Talk (Fernsehserie, 4 Folgen)
- 2016: Outcast (Fernsehserie, 10 Folgen)
- 2016: Independence Day: Wiederkehr (Independence Day: Resurgence)
- 2017: The Blacklist (Fernsehserie, Folge 4x14)
- 2019: Die Goldbergs (Fernsehserie, Folge 6x20)
- 2020–2023: Star Trek: Picard (Fernsehserie)
- 2020: Penny Dreadful: City of Angels (Fernsehserie, 6 Folgen)
- 2023: Night Court (Fernsehserie, 1 Folge)

## Diskografie (Auswahl)
- 1991: Ol’ Yellow Eyes Is Back
- 1997: 1776 (Musical)
- 2008: Dreamland CD